# Tani Zeidler
Tani Zeidler (* 14. Oktober 1968 in Edmonton) ist eine kanadische Springreiterin und Mitglied im kanadischen Nationalkader.
Im Alter von 15 Jahren begann Tani Zeidler mit dem Reitsport. Ihr erstes Weltcupspringen bestritt sie 1994 in Monterrey, wo sie mit Starvos den siebten Platz belegte. Im selben Jahr erreichten die beiden den zweiten Platz im Grand Prix von Paris. 1995 war Zeiners erfolgreichstes Jahr. Beim CSIO in Spruce Meadows belegte sie mit Starvos Platz 7 im du Maurier International, der höchstdotierten Springprüfung der Welt. Im selben Jahr gewann sie das Weltcupspringen in Monterrey und erreichte Platz 2 beim Grand Prix in Zürich. 1999 belegte Zeidler auf Starvos im mit $ 320000 dotierten Nationenpreis des CSIO von La Baule Rang 9 mit der kanadischen Equipe.
Tani Zeidler ist Botschafterin für Just World International, einer von der ehemaligen Springreiterin Jessica Newman gegründeten Hilfsorganisation. Derzeit befindet sich Zeidler auf Platz 539 der Weltrangliste.
Mit dem niederländischen Pferdehändler und ehemaligem Weltklassereiter Jan Tops hat Zeidler eine Tochter (* 1997), mit der sie in Calgary lebt.

## Pferde
- Ranville (* 1998, Fuchs, Wallach, Besitzer: Zeidler Farm), zuvor von Frankie Chesler Ortiz geritten.
- Helraiser Clemence (* 1993, Wallach, Selle Francais, Besitzer: Zeidler Farm)
- Loving Dancer (* 1999, Wallach, Besitzer: Zeidler Farm)
- Va Tu Du Rovet (* 1996, Hengst, Selle Francais, Besitzer: Zeidler Farm)

## Erfolge

### 1999
- CSIO, $ 320000 Nationenpreis, La Baule (FRA), Platz 9, Starvos[5]

### 1995
- $ 725000 du Maurier International, Spruce Meadows Masters (USA), Platz 7, Starvos[5]
- Großer Preis von Zürich (SUI), Platz 2, Starvos[5]
- Weltcupspringen (Amerikanische Serie) in Monterrey (MEX), Platz 1, Starvos[5]

### 1994
- Großer Preis von Paris (FRA), Platz 2, Starvos[5]
- Weltcupspringen (Amerikanische Serie) in Monterrey (MEX), Platz 7, Starvos[5]